# 남리에치주

남리에치 주의 위치

남리에치주(영어: Southern Liech State)는 남수단 동부 상나일 지방에 위치한 주로 주도는 리르이며 면적은 10,039.8km2, 인구는 267,460명(2014년 기준)이다.
2015년에 실시된 행정 구역 개편에 따라 유니티 주에서 분리되어 신설되었다. 북쪽으로는 북리에치 주, 동쪽으로는 팡가크 주, 남동쪽으로는 종글레이 주, 남쪽으로는 동레이크스 주, 남서쪽으로는 서레이크스 주, 서쪽으로는 톤즈 주와 접한다. 3개 군을 관할한다.